# Calendrier slave
Le calendrier slave d’avant la christianisation nous est peu connu, sinon par une reconstruction étymologique et des usages disparates. Il était probablement luni-solaire puisque le vieux slave мѣсѧць, měsęcĭ signifie à la fois « lune » et « mois » et que l’année commençait au 20 mars avec l’équinoxe du printemps.
Alors que dans de nombreuses langues slaves, le nom latin des mois de l'année du calendrier grégorien est en usage, il existe également un ensemble de noms plus anciens pour les douze mois qui sont d'origine slave. Dans certaines langues, comme la langue serbe, ces noms traditionnels ont depuis été archaïsés et sont donc rarement utilisés. Les noms slaves des mois de l'année suivent de près les événements naturels tels que les conditions météorologiques et les activités agricoles les rendant assez proches, conceptuellement, du calendrier révolutionnaire français.
La correspondance entre le calendrier slave et le calendrier grégorien n'est pas exacte : selon les pays, certains noms slaves désignent des mois différents, alors qu'à l'inverse, certains noms de mois ont un haut degré de synonymie, y compris au sein d'une même région (plusieurs noms désignent le même mois).

## Comparaison des noms des mois entre les différentes langues
Les noms slaves des mois ont été conservés par un certain nombre de peuples slaves. On note l'influence du calendrier germanique (en particulier en slovène, sorabe et polonais), un système mixte (certains noms sont slaves, d'autres latins, en particulier en polonais) et le fait que .
Dans la langue lituanienne, les noms baltes des mois sont conservés, qui coïncident en partie avec les noms slaves, ce qui suggère que certains de ces noms peuvent remonter à l'époque de l'unité balto-slave. Les noms lituaniens sont également indiqués dans ce tableau à des fins de comparaison.
| Langue                  | Janvier             | Février       | Mars                 | Avril                | Mai                 | Juin             | Juillet              | Août            | Septembre           | Octobre               | Novembre          | Décembre          |
| ----------------------- | ------------------- | ------------- | -------------------- | -------------------- | ------------------- | ---------------- | -------------------- | --------------- | ------------------- | --------------------- | ----------------- | ----------------- |
| Vieux-slave             | просиньць prosinĭcĭ | сѣчьнъ sěčĭnŭ | соухъ suhŭ           | брѣзьнъ brězĭnŭ      | трѣвьнъ trěvĭnŭ     | изокъ izokŭ      | чръвлѥнꙑи črŭvljenyi | заревъ zarevŭ   | роуинъ ruinŭ        | листопадъ listopadŭ   | гроудьнъ grudĭnŭ  | стоуденъ studenŭ  |
| Biélorusse              | студзень studzen′   | люты ljuty    | сакавік sakavik      | красавік krasavik    | травень traven′     | чэрвень čèrven′  | ліпень lipen′        | жнівень žniven′ | верасень verasen′   | кастрычнік kastryčnik | лістапад listapad | сьнежань snežan′  |
| Ukrainien               | січень sičen′       | лютий ljutyj  | березень berezen′    | квітень kviten′      | травень traven′     | червень červen′  | липень lypen′        | серпень serpen′ | вересень veresen′   | жовтень žovten′       | листопад lystopad | грудень hruden′   |
| Rusyn                   | січень sičen′       | лютый ljutyj  | березень berezen′    | цвітень cviten′      | травень traven′     | червень červen′  | липень lypen′        | серпень serpen′ | вересень veresen′   | жолтень žolten′       | листопад lystopad | грудень hruden′   |
| Russe (archaïque)       | сечень sečenʹ       | лютый ljutyj  | березозол berezozol  | цветень cvetenʹ      | травень traven′     | червень červen′  | липец lipec          | серпень serpen′ | вересень veresen′   | листопад listopad     | грудень grudenʹ   | студень studenʹ   |
| Bulgare (archaïque)     | сечен sečen         | люти ljuti    | сухи suhi            | брезен brezen        | тревен treven       | изок izok        | червен červen        | зарев zarev     | руен ruen           | листопад listopad     | груден gruden     | просинец prosinec |
| Macédonien (archaïque)  | коложег koložeg     | сечко sečko   | цутар cutar          | тревен treven        | косар kosar         | жетвар žetvar    | златец zlatec        | житар žitar     | гроздобер grozdober | листопад listopad     | студен studen     | снежник snežnik   |
| Serbe (archaïque)       | коложег koložeg     | сечко sečko   | дерикожа derikoža    | лажитрава lažitrava  | цветањ cvetanj      | трешњар trešnjar | жетвар žetvar        | гумник gumnik   | гроздобер grozdober | листопад listopad     | студен studen     | коледар koledar   |
| Croate                  | siječanj            | veljača       | ožujak               | travanj              | svibanj             | lipanj           | srpanj               | kolovoz         | rujan               | listopad              | studeni           | prosinac          |
| Slovène (archaïque)     | prosinec            | svečan        | sušec                | mali traven          | veliki traven       | rožnik           | mali srpan           | veliki srpan    | kimavec             | vinotok               | listopad          | gruden            |
| Slovaque (archaïque)    | veľký sečeň         | malý sečeň    | brezen               | duben                | kveten              | lipen            | červenec             | klasen          | malý rujen          | veľký rujen           | listopad          | prosinec          |
| Tchèque                 | leden               | únor          | březen               | duben                | květen              | červen           | červenec             | srpen           | září                | říjen                 | listopad          | prosinec          |
| Polonais                | styczeń             | luty          | marzec (latin)       | kwiecień             | maj (latin)         | czerwiec         | lipiec               | sierpień        | wrzesień            | październik           | listopad          | grudzień          |
| Polonais                | styczeń             | luty          | brzezień (archaïque) | kwiecień             | trawień (archaïque) | czerwiec         | lipiec               | sierpień        | wrzesień            | październik           | listopad          | grudzień          |
| Polonais                | styczeń             | luty          | brzezień (archaïque) | łżykwiat (archaïque) | trawień (archaïque) | czerwiec         | lipiec               | sierpień        | wrzesień            | październik           | listopad          | grudzień          |
| Cachoube                | stëcznik            | gromicznik    | strëmiannik          | łżëkwiat             | môj (latin)         | czerwińc         | lëpińc               | zélnik          | séwnik              | rujan                 | lëstopadnik       | gòdnik            |
| Cachoube                | stëcznik            | luti          | strëmiannik          | kwiecéń              | gòran               | czerwińc         | miodownik            | serzpiéń        | wrzeseń             | pazdzérznik           | lëstopadnik       | grëdzéń           |
| Bas sorabe (archaïque)  | wezymski            | swěckowny     | pózymski             | jatšownik            | rozhelony           | smažki           | žnjojski             | jacmjeński      | požnjenc            | winski                | młośny            | zymski            |
| Haut sorabe (archaïque) | wulki róžk          | mały róžk     | nalětnik             | jutrownik            | róžownik            | smažki           | pražnik              | žnjenc          | požnjenc            | winowc                | nazymnik          | hodownik          |
| Polabe (langue morte)   | ledemån             | rüzac         | zürmån               | chåidemån            | laisemån            | pąťustemån       | zeminik              | haimån          | jisinmån            | vaińamån              | zaimamån          | trübnemån         |
| Lituanien (non slave)   | sausis              | vasaris       | kovas                | balandis             | gegužė              | birželis         | liepa                | rugpjūtis       | rugsėjis            | spalis                | lapkritis         | gruodis           |

### Signification et étymologie

#### Mois du printemps
Mars en vieux slave (соухъ, suhŭ), slovène et bulgare a le sens de « mois sec », il est équivalent au lituanien sausis qui a signifie « janvier ». Dans la plupart des autres langues ont un équivalent de брѣзьнъ, brězĭnŭ qui désigne avril en vieux slave et dont le sens est « mois du bouleau », cette période étant celle de l’éclosion des chatons des bouleaux.
Avril et mai adoptent indifféremment l’équivalent de квітень, kviten, « floréal, mois des fleurs » ou травень, traven, « mois de l’herbe, prairial ».

#### Mois de l’été
À part le bulgare, aucune langue slave n’a adopté изокъ, izoku, « mois des sauterelles » pour désigner juin, adoptant plutôt l’équivalent de чръвєныи, črŭvenyi qui désigne le mois de juillet en vieux slave dont le sens est « mois rougissant, quand rougissent, murissent les fruits, fructidor ».
Les mois de juillet et aout sont indifféremment construit sur la base de липень, lypen (« mois du tilleur, quand fleurit le tilleul » ou srpen, « mois de la serpe, mois des moissons à la serpe », équivalent pour le sens de notre messidor.

#### Mois de l’automne
Le vieux slave роуинъ, ruinŭ qui désigne septembre est partagé par le bulgare, le croate, le slovaque, le tchèque říjen, langue où il désigne octobre et signifie « mois du rut ». Le polonais, le biélorusse et l’ukrainien optent pour un équivalent de вересень, veresen, « mois des bruyères ».
Désignant indifféremment octobre ou novembre, листопадъ, listopadŭ est le « mois de la chute des feuilles », l’abscission marquant cette période de l’année. Le slovène (vinotok) et le sorabe (winski) ont opté pour un mot équivalent de notre vendémiaire.
Le mois de гроудьнъ, grudĭnŭ est littéralement celui des mottes de terre ; il désigne novembre en vieux slave, vieux russe et bulgare ; et décembre en ukrainien, polonais et slovène. C’est également le sens du lituanien ''gruodis, preuve que les peuples balto-slaves partageaient un même concept calendaire.

#### Mois de l’hiver
Le mois de стоуденъ, studenŭ, « mois froid », équivalent slave de notre frimaire est celui de décembre en vieux slave, celui de novembre en serbo-croate et macédonien. Le biélorusse сьнежань, snežan et le macédonien снежник, snežnik ont le sens de « mois de la neige, nivôse ».
Le mois de просиньць, prosinĭcĭ désigne janvier en vieux slave et décembre en tchèque, croate et bulgare ; son sens est « mois de la faible lumière », cette période étant marquée par des jours très brefs.
Février, enfin, se dit сѣчьнъ, sěčĭnŭ, « mois de la coupe [du bois] » en vieux slave, mot adopté pour désigner janvier en ukrainien, vieux russe, croate, bulgare, polonais… Le tchèque, pour sa part, a opté pour leden, « le mois de la glace, du gel » pour désigner janvier.

### Les raisons de ce désordre apparent
Cet apparent désordre dans la nomenclature des mois s’explique par deux faits concomitants :
1. L’année - et le décompte des mois - commençait avec l’équinoxe du printemps, le 21 mars, habitude qui a survécu dans le calendrier russe jusqu’au XVIIe siècle. Lorsqu’il a fallu « caler » le calendrier slave et le nouveau calendrier chrétien qui commence au premier janvier, neuf jours de décalage expliquent qu’on a choisi le mois d’avant ou d’après en fonction de ce qui paraissait le plus idoine.
2. De plus, au moment même où la christianisation des tribus slaves s’opère, entre les Xe et XIIe siècles, une partie du monde chrétien adopte le calendrier grégorien, l’autre restant fidèle au calendrier julien, l’un et l’autre ayant deux semaines de décalage.

## Les jours de la semaine
Contrairement aux noms des mois, les jours de la semaine présentent une grande régularité. Les étymologistes penchent pour une création au moment de la christianisation des tribus slaves et le mot pour « semaine » diffère fondamentalement entre les Slaves de l’ouest convertis au catholicisme (Tchèques, Polonais, Slovaques, Croates…) qui ont un équivalent de týden, les Slaves de l’est, convertis à l’orthodoxie utilisant l’équivalent de неделя, nedélja qui avait le sens de « dimanche » en vieux slave.
| Langue      | Lundi                     | Mardi             | Mercredi    | Jeudi                 | Vendredi      | Samedi        | Dimanche       |
| ----------- | ------------------------- | ----------------- | ----------- | --------------------- | ------------- | ------------- | -------------- |
| Vieux slave | понєдѣльникъ ponedělĭnikŭ | въторъкъ vŭtorŭkŭ | срѣда srěda | четврьтъкъ četvrĭtŭkŭ | пѧтъкъ pętŭkŭ | сѫбота sǫbota | недѣлꙗ nedělja |
| Russe       | понедельник               | вторник           | среда       | четверг               | пятница       | суббота       | воскресенье    |
| Biélorusse  | панядзелак                | ауторак           | серада      | чацвер                | пятніца       | субота        | нядзеля        |
| Ukrainien   | понеділок                 | вівторок          | середа      | четвер                | п’ятниця      | субота        | неділя         |
| Bulgare     | понеделник                | вторник           | сряда       | четвъртък             | петък         | събота        | неделя         |
| Tchèque     | pondělí                   | úterý             | středa      | čtvrtek               | pátek         | sobota        | neděle         |
| Slovaque    | pondelok                  | utorok            | streda      | štvrtok               | piatok        | sobota        | nedeľa         |
| Polonais    | poniedziałek              | wtorek            | środa       | czwartek              | piątek        | sobota        | niedziela      |
| Slovène     | ponedeljek                | torek             | sreda       | četrtek               | petek         | sobota        | nedelja        |